# Jan Babinec
Jan Babinec (17. července 1917 Zaričovo – 31. října 2005 Praha) byl příslušník československého zahraničního odboje v období druhé světové války.

## Život

### Před druhou světovou válkou
Jan Babinec se narodil 17. července 1917 v Zaričově na Podkarpatské Rusi v rodině Michala Babince a Barbory, rozené Mulesové, jako nejmladší z jejich pěti dětí. Absolvoval základní vzdělání, v roce 1936 dokončil reálné gymnázium a začal pracovat jako pomocný úředník. Prezenční vojenskou službu nastoupil v roce 1937 u Pěšího pluku 36 v Užhorodu.

### Druhá světová válka
Po rozpadu Československa žil Jan Babinec v rodné vesnici. Dne 17. června 1940 přešel v prostoru Užoku hranice do Sovětského svazu, kde byl zatčen a odsouzen na tři roky do pracovního tábora. V roce 1943 využil možnosti vstoupit do 1. československého samostatného polního praporu v Buzuluku. Odveden byl 14. července téhož roku a zařazen do 2. československé paradesantní brigády. Dne 27. září 1944 byl zástupcem velitele skupiny Za slobodu ČSR vysazené v prostoru Humenného, aby se po přesunu do Bystrice stal členem štábu řídícího Slovenské národní povstání. Po jeho pádu se stal velitelem partyzánského oddílu, který operoval v německém týlu až do přechodu fronty. Následně působil ve zpravodajském štábu 1. československého armádního sboru. Dosáhl hodnosti podporučíka.

### Po druhé světové válce
Po skončení druhé světové války se Jan Babinec do rodné obce, která byla společně s celou Podkarpatskou Rusí postoupena Sovětskému svazu, nevrátil a veřejně proti této anexi vystupoval. Poukazoval též na zacházení s československými uprchlíky během války v Sovětském svazu. Po komunistickém převratu v roce 1948 byl vyhozen z armády, pracoval poté jako úředník na Zemském národním výboru v Praze a Krajském národním výboru v Plzni. V srpnu 1951 emigroval do Německa, kde se stal příslušníkem zahraniční tzv. Československé strážní roty. Jednotka se měla v případě vypuknutí bojů mezi západem a východem stát základem nové československé zahraniční armády. Jan Babinec v ní působil na pozici velitele čety a parainstruktora pro britskou zpravodajskou službu. Československé úřady vypsaly za jeho dopadení finanční odměnu, v roce 1962 mu byla odňata hodnost nadporučíka. Jan Babinec následně odešel přes Spojené království do Spojených států amerických, kde vystudoval ekonomickou školu a začal pracovat pro Pan American World Airways. Byl činný v krajanských spolcích, mj. byl deset let předsedou Sokola v New Yorku. Po roce 1989 byl rehabilitován a povýšen do hodnosti generálmajora. Do Česka se natrvalo vrátil v roce 2002, zemřel po dlouhé nemoci v Praze 31. října 2005.

## Rodina
Starší bratr Jana Babince Jiří Babinec padl 26. března 1945 v prostoru Kroměříže během přestřelky s příslušníky Waffen-SS.

## Vyznamenání
- 3x Československý válečný kříž 1939
- 2x Československá medaile Za chrabrost před nepřítelem
- 2x Československá medaile za zásluhy I. stupně
- Pamětní medaile československé armády v zahraničí
- Řád Slovenského národního povstání I. třídy
- Odznak Československého partyzána
- Medaile za vítězství nad Německem ve Velké vlastenecké válce 1941–1945
- Medaile Za osvobození Prahy
- Řád slávy (Sovětský svaz)